# Бреви, Александр Иванович
Александр Иванович Бреви (настоящая фамилия Брехов; 10 (22) августа 1863, Москва, Российская империя — ?) — русский оперный певец (бас) и режиссёр.

## Биография
Родился в семье купца. После окончания Московского коммерческого училища поступил в Московскую консерваторию, где обучался в 1885—1889 годах; педагоги — Ф. П. Комиссаржевский и Е. А. Лавровская, в некоторых источниках упоминается Эрнст Тальябуэ. Затем год учился в Оперно-драматическом училище при «Обществе искусства и литературы» и в течение 8 месяцев брал уроки пения в Милане у М. А. Петца. С 1891 года выступал в различных провинциальных городах с разными антрепризами — антрепризы И. Я. Сетова, Е. Д. Эспозито и др. В 1896—1897 годах был главным режиссёром театра в Ростове-на-Дону. В 1897 году, вернувшись в Москву, работал в различных московских театрах, в том числе в Частной русской опере и театре «Эрмитаж».
В мае 1889 года пел в первой постановке на русской сцене оперы «Оружейник» А. Лорцинга, партия — ?. Первый исполнитель партии Дуды («Садко» Н. А. Римского-Корсакова). Репертуар насчитывал 35 партий, такие как: Сват («Русалка» А. С. Даргомыжского), Скула («Князь Игорь» А. П. Бородина), Митьков («Опричник» П. И. Чайковского), Писарь («Майская ночь» Н. А. Римского-Корсакова).
Среди партнёров по сцене: А. К. Бедлевич, Э. А. Негрин-Шмидт, П. С. Оленин, И. Петров, А. В. Секар-Рожанский, М. А. Слонов, Е. Я. Цветкова, Ф. И. Шаляпин, М. А. Эйхенвальд.
Пел под управлением С. В. Рахманинова, С. И. Танеева, И. А. Труффи, Е. Д. Эспозито.